# Après toi
Az Après toi (magyarul: Utánad) című dal volt az 1972-es Eurovíziós Dalfesztivál győztes dala, melyet a Luxemburgot képviselő görög Vicky Leandros adott elő francia nyelven. Az énekesnő 1967-ben is részt vett a versenyen.

## Az Eurovíziós Dalfesztivál
A dalt nemzeti döntő nélkül választották ki, Leandrost a luxemburgi tévé kérte fel a feladatra. A dal egy ballada, melyben az énekesnő elmondja mi történt vele, mióta szerelme elhagyta őt.
A március 25-én rendezett döntőben a fellépési sorrendben tizenhetedikként adták elő, a belga Serge és Christine Ghisoland À la folie ou pas du tout című dala után, és a holland Sandra és Andres Als 't om de liefde gaat című dala előtt. A szavazás során százhuszonnyolc pontot szerzett, mely az első helyet érte a tizennyolc fős mezőnyben. Ez volt Luxemburg harmadik győzelme.
A következő luxemburgi induló, és egyben a következő győztes Anne-Marie David Tu te reconnaîtras című dala volt az 1973-as Eurovíziós Dalfesztiválon.

### Kapott pontok
| GER                                          | FRA | IRE | ESP | GBR | NOR | POR | SUI | MLT | FIN | AUT | ITA | YUG | SWE | MON | BEL | LUX | NED |   |
| Kapott pontok                                | 9   | 8   | 9   | 2   | 10  | 8   | 7   | 6   | 4   | 6   | 8   | 9   | 10  | 8   | 7   | 8   |     | 9 |
| A tábla a fellépés sorrendjében van rendezve |     |     |     |     |     |     |     |     |     |     |     |     |     |     |     |     |     |   |

## Slágerlistás helyezések
| Slágerlisták (1972) | Lh.* |
| ------------------- | ---- |
| Belgium             | 1    |
| Dánia               | 9    |
| Dél-Afrika          | 1    |
| Egyesült Királyság  | 2    |
| Finnország          | 8    |
| Franciaország       | 1    |
| Hollandia           | 1    |
| Malajzia            | 8    |
| Németország         | 11   |
| Norvégia            | 2    |
| Svájc               | 1    |

*Lh. = Legjobb helyezés.

## A dal változatai
- Après toi (francia)
- Après toi (új felvétel, francia, 1989)
- Après toi (új felvétel, francia, 2005)
- Come What May (angol)
- Dann kamst du (német)
- Y después (spanyol)
- Dopo te (olasz)
- Μόνο εσύ (Mono eszi, görög)
- 想い出に生きる (Omoide ni ikiru, japán)